# Tutti

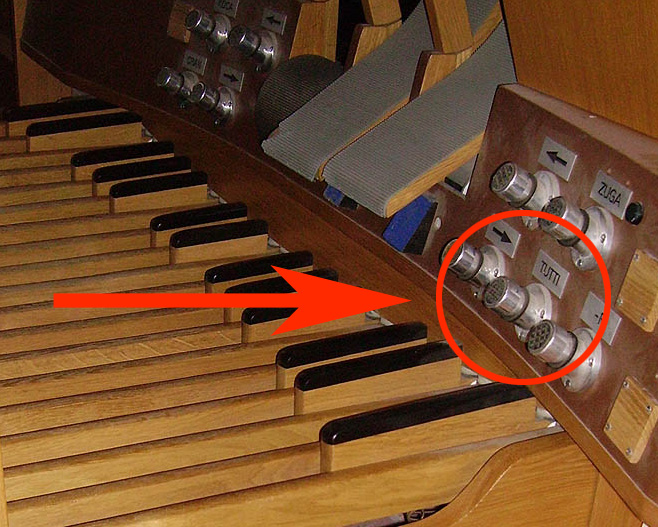
Il pistone del tutti sopra la pedaliera dell'organo.

Tutti è un'espressione usata in musica, in riferimento ai passaggi suonati da tutta l'orchestra; oppure, in una singola sezione, indica i passaggi che sono suonati all'unisono dalla sezione, contrapposti ai passaggi del "solo", dove il primo musicista (es. primo violino) della sezione suona la parte principale da solo.

## Nell'organo
Nell'organo, il termine indica che si deve suonare con tutti i registri e tutte le unioni (a volte viene indicato con {\displaystyle fff}). Per rendere più semplice l'esecuzione, le consolle degli organi hanno di solito un pistone che quando viene premuto chiama il tutti, premendolo una seconda volta recupera l'impostazione precedente dei registri.